# نورمان دوبيه
نورمان دوبيه هو لاعب هوكي الجليد كندي، ولد في 12 سبتمبر 1951 في شيربروك في كندا.

## وصلات خارجية
- نورمان دوبيه على موقع دوري الهوكي الوطني (الإنجليزية)
- نورمان دوبيه على موقع قاعة مشاهير الهوكي (لاعب أن.إتش.أل) (الإنجليزية)
- نورمان دوبيه على موقع EliteProspects.com (الإنجليزية)
- نورمان دوبيه على موقع HockeyDB.com (الإنجليزية)
- نورمان دوبيه على موقع Hockey-Reference.com (الإنجليزية)